# Сплюшка родригійська
Сплюшка родригійська (Otus murivorus) — вимерлий вид совоподібних птахів родини совових (Strigidae), що був ендеміком острова Родригес в архіпелазі Маскаренських островів.

## Поширення і екологія
Родригійські сплюшки жили в лісах острова Родригес і полювали на дрібних пташок та на ящірок з родів Phelsuma і Nactus. Вони вели частково наземний спосіб життя.

## Вимирання
Родригійські сплюшки вимерли між 1726 і 1761 роками. Причиною їх вимирання стало знищення природного середовища і хижацтво з боку інтродукованих щурів.